# Stelletta maxima
Stelletta maxima är en svampdjursart som beskrevs av Thiele 1898. Stelletta maxima ingår i släktet Stelletta och familjen Ancorinidae. Inga underarter finns listade i Catalogue of Life.